# Strumjani (gmina)
Strumjani (bułg. Община Струмяни) – gmina w południowo-zachodniej Bułgarii, w obwodzie Błagojewgrad.

## Miejscowości
Miejscowości wchodzące w skład gminy Strumjani:
- Caparewo (bułg.: Цапарево),
- Dobri łaki (bułg.: Добри лаки),
- Drakata (bułg.: Драката),
- Goreme (bułg.: Гореме),
- Gorna Kruszica (bułg.: Горна Крушица),
- Gorna Ribnica (bułg.: Горна Рибница),
- Igraliszte (bułg.: Игралище),
- Ilindenci (bułg.: Илинденци),
- Kamenica (bułg.: Каменица),
- Klepało (bułg.: Клепало),
- Kolibite (bułg.: Колибите),
- Kyrpelewo (bułg.: Кърпелево),
- Machałata (bułg.: Махалата),
- Mikrewo (bułg.: Микрево),
- Nikudin (bułg.: Никудин),
- Pałat (bułg.: Палат),
- Razdoł (bułg.: Раздол),
- Sedelec (bułg.: Седелец),
- Strumjani (bułg.: Струмяни) – siedziba gminy,
- Welusztec (bułg.: Велющец),
- Wrakupowica (bułg.: Вракуповица).